# Edward John Harper
Edward John Harper CSsR (* 23. Juli 1910 in Brooklyn; † 2. Dezember 1990 in Saratoga Springs, New York) war ein US-amerikanischer Ordensgeistlicher und römisch-katholischer Bischof von Saint Thomas.

## Leben
Edward John Harper arbeitete zunächst als Buchhalter, bevor er 1933 der Ordensgemeinschaft der Redemptoristen beitrat. Am 2. August 1934 legte er die zeitliche und am 2. September 1937 die ewige Profess ab. Er studierte Philosophie und Katholische Theologie am Mount St. Alphonsus Seminary in Esopus. Harper empfing am 18. Juni 1939 in Esopus durch den Weihbischof in New York, Stephen Joseph Donahue, das Sakrament der Priesterweihe. Anschließend war er als Seelsorger auf verschiedenen karibischen Inseln tätig.
Am 23. Juli 1960 ernannte ihn Papst Johannes XXIII. zum Titularbischof von Heraclea Pontica und zum ersten Prälaten der Jungferninseln. Der Bischof von Brooklyn, Bryan Joseph McEntegart, spendete ihm am 6. Oktober desselben Jahres in der Our Lady of Perpetual Help Church in Brooklyn die Bischofsweihe; Mitkonsekratoren waren der Bischof von Rapid City, William Tibertus McCarty CSsR, und der Bischof von Ponce, James Edward McManus CSsR. Sein Wahlspruch That all may be one („Damit alle eins seien“) stammt aus Joh 17,11 . Die Amtseinführung erfolgte am 18. Oktober 1960. Edward John Harper nahm an allen vier Sitzungsperioden des Zweiten Vatikanischen Konzils teil.
Harper wurde am 20. April 1977 infolge der Erhebung der Territorialprälatur Jungferninseln zum Bistum und deren Umbenennung erster Bischof von Saint Thomas. Die Amtseinführung erfolgte am 18. September desselben Jahres. Am 16. Oktober 1985 nahm Papst Johannes Paul II. das von Edward John Harper aus Altersgründen vorgebrachte Rücktrittsgesuch an.
Sein Grab befindet sich auf dem Mount Saint Alphonsus Cemetery in Esopus.